# Pedro José Frías (político cordobés)
Pedro José Frías (Córdoba, 1885 - 
Mendiolaza, 28 de febrero de 1963) fue un político argentino, gobernador de la provincia de Córdoba.

## Trayectoria
Fue diputado provincial (1915-1918), senador provincial por el departamento Minas de 1919 a 1923 y presidente provisorio del Senado en 1921 y 1922. También se desempeñó como convencional constituyente en 1923 y como ministro de Obras Públicas desde 1925 hasta 1928. En 1932 llegó al gobierno de Córdoba la fórmula Olmos - Frías, del Partido Demócrata. Cuando Olmos fallece, el 29 de abril de aquel año, Pedro J. Frías debió asumir el gobierno provincial. Sería el último mandatario cordobés perteneciente al Partido Demócrata.
Durante su gobierno, se crearon nuevas escuelas, se sancionó la ley del "Sábado inglés", se otorgaron beneficios a los trabajadores como la indemnización y las vacaciones pagadas, y se inauguró el edificio del Palacio de Justicia de Córdoba.[cita requerida] Frías concluyó su mandato el 18 de febrero de 1936, no ocupando ningún otro cargo hasta su muerte.
Tu dos hijos Pedro José Frías (jurista)y Juan Carlos Frias (se convertiría en futbolista de Club san Miguel de Tucumán).